# Ahmad Mansour (Autor)

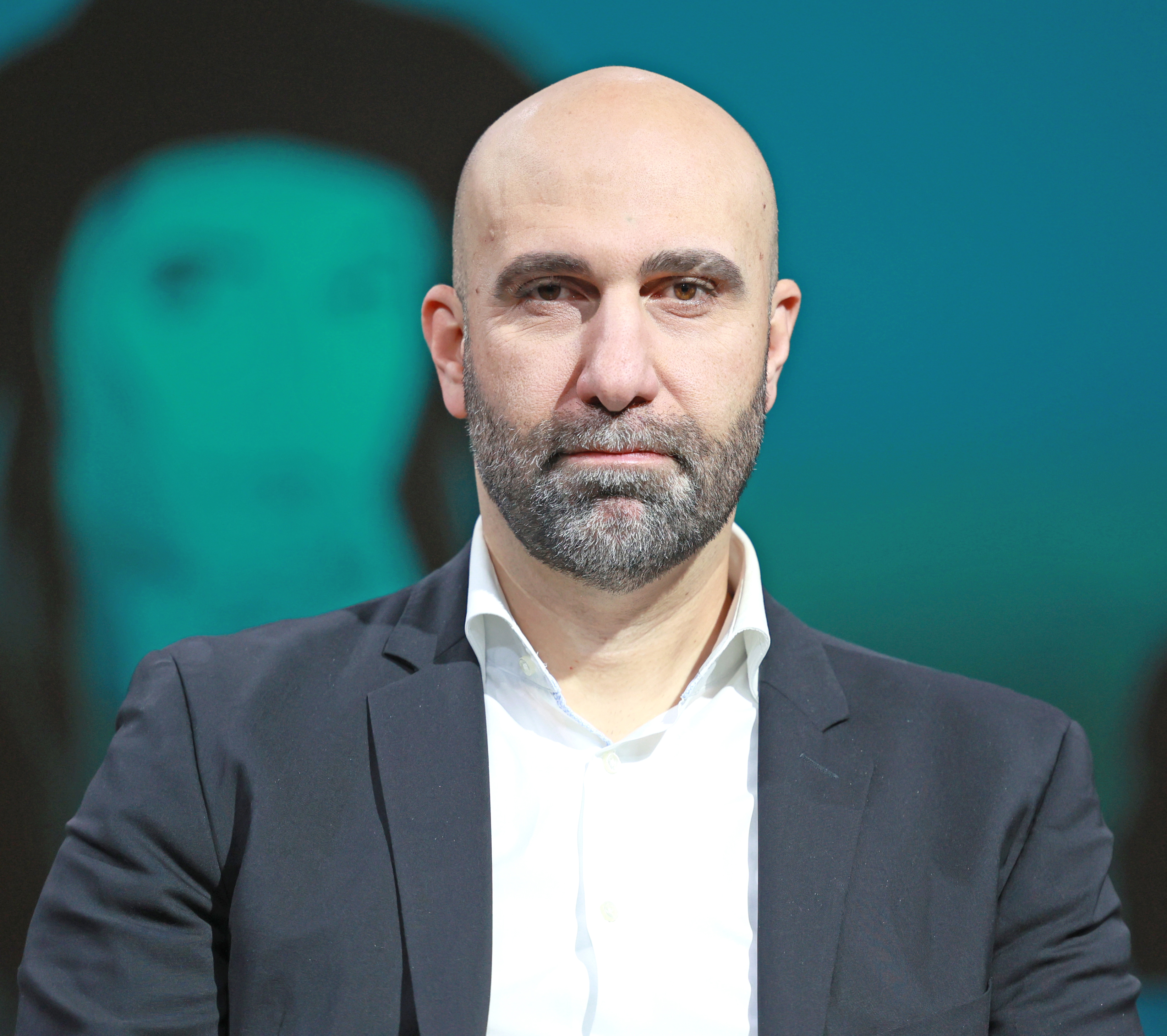
Ahmad Mansour (2023)

Ahmad Mansour (levantinisch-arabisch: [ˈʔaħmad manˈsˤuːɾ]; * 2. Juli 1976 in Tira im Meschulasch bei Kfar Saba, Israel) ist ein israelisch-deutscher Psychologe und Autor arabisch-palästinensischer Herkunft. Er lebt seit 2004 in Deutschland und hat zusätzlich zur israelischen Staatsbürgerschaft seit 2017 die deutsche Staatsbürgerschaft. Er beschäftigt sich mit Projekten und Initiativen gegen Radikalisierung, Unterdrückung im Namen der Ehre und Antisemitismus in der islamischen Gemeinschaft.

## Leben
Ahmad Mansour wurde 1976 als Sohn arabischer Israelis in der Kleinstadt Tira geboren. Er wuchs in einer nichtpraktizierenden muslimischen Familie auf. Während seiner Schulzeit kam er nach eigener Aussage in seiner Moschee in Kontakt mit einem fundamentalistischen Lehrer, wodurch er zu einem Islamisten geworden sei. Sein Studium der Psychologie (1996–1999) mit Abschluss als Bachelor in Tel Aviv, bei dem er in Kontakt mit der westlichen Kultur gekommen sei, habe ihm geholfen, sich vom Islamismus zu lösen.
Nachdem er einen Anschlag miterlebt hatte, ging er 2004 nach Deutschland und setzte 2005 sein Psychologiestudium an der Humboldt-Universität zu Berlin fort; 2009 erhielt er sein Diplom. Seit 2015 arbeitet er als wissenschaftlicher Mitarbeiter im Zentrum für demokratische Kultur in Berlin und als beratender Programme Director bei der European Foundation for Democracy in Brüssel. Seine Arbeitsschwerpunkte sind Salafismus, Antisemitismus sowie psychosoziale Fragen und Probleme bei Migranten muslimischer Herkunft. Er war von 2007 bis 2016 Gruppenleiter des Berliner Projekts Heroes, das sich aktiv gegen jede „Unterdrückung im Namen der Ehre“ wendet. Von 2012 bis 2014 war Mansour Teilnehmer an der Deutschen Islamkonferenz.
Seit 2017 ist er Geschäftsführer der Mansour-Initiative für Demokratieförderung und Extremismusprävention (MIND) GmbH mit Sitz in Berlin, deren Projekte unter anderem vom Bayerischen Integrationsministerium gefördert werden. 2022 war er Mitgründer des PEN Berlin. Im Wahlkampf zur Berliner Abgeordnetenhauswahl 2023 unterstützte er den FDP-Kandidaten Sebastian Czaja in dessen Wahlkampfteam.
Mansour gehört zu den Initiatoren der Denkfabrik Republik21 und ist Assoziierter des Frankfurter Forschungszentrums Globaler Islam unter der Leitung der Ethnologin Susanne Schröter.
Mit seiner deutschen Ehefrau Beatrice veröffentlichte er von 2021 bis 2023 mehr als 30 Folgen des gemeinsamen Podcasts Ein Herz und ein Habibi über ihre binationale und bikulturelle Ehe. Das Paar hat eine Tochter. Mansour lebt und arbeitet in Berlin.

## Arbeitsgebiete

### Unterdrückung im Namen der „Ehre“
Von 2007 bis 2016 war Mansour Gruppenleiter des Heroes-Projekts in Berlin-Neukölln. Das Projekt ist an in Deutschland lebende Jugendliche aus Milieus mit „ehrenkulturellen Strukturen“ gerichtet und soll Gleichberechtigung und Selbstbestimmung fördern. Über seine Erfahrungen bei Heroes und zum Thema Unterdrückung im Namen der Ehre äußert sich Mansour häufig in den Medien.

### Islam und Islamismus
Mansour plädiert für eine innere Reform des Islams, der auch in seinen unauffälligen, demokratiekonformen Erscheinungen einen Nährboden für die Radikalisierung von Jugendlichen bilde. Es müsse eine innerislamische Debatte um Glaubensinhalte und Selbstverständnis eines zeitgemäßen Islam initiiert werden, die allerdings bislang vermieden werde. Die islamischen Verbände distanzierten sich zwar von der Gewalt, eine Beteiligung an Präventivprogrammen scheitere an dem Unwillen, „eigene Inhalte infrage und sich den eigenen Problemen (zu) stellen.“ Es fehlten so die geistlichen Vorbilder, die für einen unzweideutig demokratischen Islam stehen. Grundlage einer effektiven Prävention sei darüber hinaus die Arbeit mit den Familien gefährdeter Jugendlicher. Eine patriarchal-konservative Familienstruktur begünstige mit Angstpädagogik, Sexual- und Kritikunterdrückung, einem stereotypen Frauen- und Männerbild, dass junge Menschen von radikalen Gruppierungen vereinnahmt werden können. Ebenso fördere die hier tradierte Fixierung auf eine vermeintliche Opferrolle von islamischen Gläubigen in der westlichen Welt und dem entsprechenden Feindbild den Zugriff radikaler Islamisten.
Als Islamismus-Experte wird er in Deutschland zu Seminaren und Workshops für Pädagogen und Sozialarbeiter eingeladen. Seit 2013 arbeitete er auch bei Hayat (Eigenschreibweise: HAYAT, heute: Beratungsstelle „Leben“ des Vereins „Grüner Vogel e. V.“), einer Berliner Beratungsstelle gegen Radikalisierung. Hayat richtet sich an alle, die sich um einen möglichen islamistischen Glaubenswechsel von Angehörigen oder Bekannten Sorgen machen. Mansour kann sich in den Medien häufig über den politisch-religiösen Radikalisierungsprozess äußern, so etwa über die Anziehungskraft des syrischen Bürgerkriegs auf radikale Jugendliche oder mit seinen Erfahrungen als Berater bei Hayat.
Mansour hält die verstärkte Religiosität unter muslimischen Jugendlichen für ein soziokulturelles Phänomen, das teilweise mit einer Jugendkultur zu vergleichen sei. Mit dem Begriff „Generation Allah“ spricht er von einer aktuellen jugendlichen Tendenz, die Identität aus der Religion zu schöpfen.  Bei der Radikalisierung von Jugendlichen spielt laut Mansour die Tabuisierung von Sexualität eine Schlüsselrolle.
Zudem tritt Mansour für Kopftuchverbote für Kinder, Lehrerinnen und Richterinnen ein, da das Kopftuch seiner Auffassung nach einen Aspekt dieser sexuellen Tabuisierung darstelle.
Mansour war Sprecher des 2015 gegründeten Muslimischen Forums Deutschland.
Als Mitglied der Praktikerteams beriet Mansour den CDU-Spitzenkandidaten Christian Baldauf zur Landtagswahl in Rheinland-Pfalz 2021. Zusammen mit Serap Güler steht er dem Netzwerk Integration der CDU vor.
Aufgrund seines Engagements gegen Islamismus lebt er unter ständigem Polizeischutz.

### Antisemitismus
Ahmad Mansour ist bekannt für seine Arbeit gegen islamischen Antisemitismus. Als er in Tel Aviv studierte, arbeitete er an verschiedenen Projekten für das friedliche Zusammenleben zwischen Arabern und Juden mit. Nach dem Überfall auf Rabbiner Daniel Alter in Berlin im August 2012 plädierte Mansour bei der Bundeszentrale für politische Bildung sowie bei der Plenarsitzung der Deutschen Islamkonferenz 2013 für mehr Aufklärung über muslimischen Antisemitismus. 2013 war er Mitproduzent und Kommentator in der ARD-Reportage Antisemitismus heute: wie judenfeindlich ist Deutschland? In einem Interview im Juli 2014 beklagte er, dass in vielen muslimischen Familien Kindern antisemitischer Hass und Verschwörungstheorien vermittelt würden.
2021 und 2022 wirkte Mansour neben Sabine Leutheusser-Schnarrenberger und seiner Frau Beatrice Mansour in einer Expertenkommission mit, die durch die Süddeutsche Zeitung erhobene Antisemitismus-Vorwürfe gegen Mitarbeiter der Deutschen Welle untersuchte. In der Folge entließ die Deutsche Welle mehrere Mitarbeiter der arabischen Redaktion, von denen einige später erfolgreich Rechtsmittel gegen ihre Entlassung beim Arbeitsgericht einlegten.

## Kontroversen
Ahmad Mansour arbeitete ab 2009 bei der Islamismus-Beratungsstelle Hayat. Im Rahmen ihrer Deradikalisierungsarbeit arbeitete Hayat 2014 u. a. mit dem salafistischen Imam Abu Adam alias Hesham Shashaa zusammen. Mit Steuergeldern wurden Jugendliche zur Deradikalisierung zu dem mit vier Frauen und 15 Kindern in Spanien lebenden Imam, der seit April 2017 im Gefängnis sitzt, geschickt. Die spanischen Behörden werfen Abu Adam vor, Mitglied des IS zu sein und IS-Terroristen Geld und falsche Papiere besorgt zu haben. Mansour sprach sich grundsätzlich gegen eine solche Kooperation aus und arbeitete selbst nicht mit Abu Adam zusammen.
Die Herausgeberin der Blätter für deutsche und internationale Politik, Katajun Amirpur, kritisierte Mansour im Januar 2015 dafür, dass er behaupte, „die Inhalte des IS seien im Mainstream-Islam angelegt, den viele Muslime in Deutschland praktizieren“.
Ein Bericht des Journalisten James Jackson im britischen Onlinemagazin Hyphen unterstellte Mansour im Juni 2023 Manipulationen seines Lebenslaufs. Ihm wurden eine übertriebene Darstellung der Lebensgeschichte als Islamismus-Aussteiger und falsche Angaben zu Bildungsabschlüssen unterstellt. Mansour wies diese Vorwürfe zurück und kündigte rechtliche Schritte an. Im Juli 2023 unterzeichnete die Redaktion von Hyphen eine Unterlassungserklärung, die auf eine Korrektur von fünf Abschnitten des Berichtes im Sinne von Mansour abzielt.

## Auszeichnungen
- 2012: Der Berliner Rabbiner Daniel Alter widmete Ahmad Mansour und dem Berliner Heroes-Projekt seinen Bambi-Preis für Integration.[51]
- 2013: Ramer Award for Courage in the Defense of Democracy vom AJC Berlin Ramer Institute for German Jewish Relations[52]
- 2014: Moses-Mendelssohn-Preis des Berliner Senats[53]
- 2015: Josef-Neuberger-Medaille der Jüdischen Gemeinde Düsseldorf (zusammen mit Hamed Abdel-Samad)[54]
- 2016: Carl-von-Ossietzky-Preis der Stadt Oldenburg für Zeitgeschichte und Politik[55]
- 2016: Botschafter für Demokratie und Toleranz 2016 des Bündnisses für Demokratie und Toleranz/Bundeszentrale für politische Bildung[56][57]
- 2016: Verdienstorden des Landes Berlin, verliehen durch den Berliner Senat[58]
- 2017: Joseph-Süß-Oppenheimer-Auszeichnung des Landtags von Baden-Württemberg und der Israelitischen Religionsgemeinschaft Württemberg (IRGW) (zusammen mit Tovia Ben-Chorin)[59]
- 2019: Menschenrechtspreis der Gerhart und Renate Baum-Stiftung
- 2019: Theodor-Lessing-Preis der Deutsch-Israelischen Gesellschaft (DIG) Hannover
- 2019: Karl-Carstens-Preis
- 2022: Bundesverdienstkreuz am Bande[60]
- 2022: Ehrendoktorwürde der theologischen Fakultät der Universität Basel[61]
- 2023: Arik-Brauer-Publizistikpreis[62]
- 2023: Preis für Zivilcourage, Johanna-Eck-Schule, Berlin[63]
- 2024: Bayerische Staatsmedaille Innere Sicherheit, „Stern der Sicherheit“, Bayerisches Staatsministerium des Innern, für Sport und Integration[64]

## Veröffentlichungen

### Bücher
- Mitautor von: Gewalt im Namen der Ehre. Herausgegeben von Nina Scholz, Passagen Verlag, Wien 2014, ISBN 978-3-7092-0144-2.
- Generation Allah. Warum wir im Kampf gegen religiösen Extremismus umdenken müssen. S. Fischer Verlag, Frankfurt 2015, ISBN 978-3-10-002446-6.
- Klartext zur Integration. Gegen falsche Toleranz und Panikmache. S. Fischer Verlag, Frankfurt am Main 2018, ISBN 978-3-10-397387-7.
- Solidarisch sein! Gegen Rassismus, Antisemitismus und Hass. S. Fischer Verlag, Frankfurt am Main 2020, ISBN 978-3-10-397066-1.
- Operation Allah. Wie der politische Islam unsere Demokratie unterwandern will. S. Fischer Verlag, Frankfurt am Main 2022, ISBN 978-3-10-397133-0.
- Spannungsfelder. Leben in Deutschland. Ahmad Mansour/Josef Schuster im Gespräch mit Shelly Kupferberg. Herder Verlag, Freiburg im Breisgau 2024 ISBN 978-3-451-07498-1.

### Wissenschaftliche Artikel
- Unterdrückung im Namen der Ehre: Definition, Ursache und mögliche Präventionsansätze. In: Praxis geschlechtersensibler und interkultureller Bildung, Springer Fachmedien, Wiesbaden 2013, ISBN 978-3-531-19798-2, S. 143–153, doi:10.1007/978-3-531-19799-9_9.
- Thalma E. Lobel, Sharon Mashraki-Pedhatzur, Ahmed Mantzur [sic], Sharon Libby: Gender Discrimination as a Function of Stereotypic and Counterstereotypic Behavior: A Cross-Cultural Study. In: Sex Roles. A Journal of Research, Vol. 43, No. 5/6, 2000, S. 395–406, doi:10.1023/A:1026603511217.

### Broschüren, Zeitschriften
- Mitautor in: „Der ideale Türke“. Der Ultranationalismus der Grauen Wölfe in Deutschland. (Memento vom 29. November 2014 im Internet Archive) Schriftenreihe Zentrum Demokratische Kultur. Berlin, November 2013.
- Pädagogische Präventionsarbeit gegen Salafismus. In: Inhalte und Ergebnisse der Fachtagung: Salafismus in Deutschland. Erscheinungsformen und Ansätze für die Präventionsarbeit im Jugendbereich. Hrsg. Stadt Köln und Alevitische Gemeinde Deutschland e. V., Oktober 2013, S. 22–38.
- Mitautor in: Ich lebe nur für Allah. Argumente und Anziehungskraft des Salafismus. (Memento vom 29. November 2014 im Internet Archive) Schriftenreihe Zentrum Demokratische Kultur. Berlin, 29. September 2011.
- mit Hanne Thoma: Der Nahostkonflikt als Projektionsfläche. Ziele einer pädagogischen Arbeit mit Jugendlichen mit türkischem, arabischem oder palästinensischem Familienhintergrund. In: amira – Antisemitismus im Kontext von Migration und Rassismus (Hrsg.): Pädagogische Ansätze zur Bearbeitung von Antisemitismus in der Jugendarbeit. Berlin, August 2010, S. 27–32.
- mit Jenny Breidenstein: Wir sprechen ihre Sprache: HEROES – Gegen Unterdrückung im Namen der Ehre. Ein Gleichstellungsprojekt von Strohhalm e. V. In: Pro Jugend, (2010) 2, S. 13–16, Fachzeitschrift der Aktion Jugendschutz, Landesarbeitsstelle Bayern e. V., Datensatz.

### Presse-Artikel
- (zusammen mit Cem Özdemir): Was wir von Einwanderern verlangen können
(Gastbeitrag, F.A.S.Z. 28. August 2016)
- „Unterdrückte Sexualität spielt Schlüsselrolle bei Radikalisierung“
Ahmad Mansour im Gespräch mit Christian Rabhansl im Deutschlandfunk Kultur, 13. August 2016
- Jetzt mal unter uns. In: Der Spiegel, 17. Januar 2015.
- Salafistische Radikalisierung – und was man dagegen tun kann.
In: Bundeszentrale für politische Bildung, 22. Oktober 2014.
- Reinheit, Ehre, Todesverachtung. In: Der Spiegel, 8. September 2014.
- Hamas wünscht sich Tote auf der eigenen Seite.
In: Die Welt, 13. Juli 2014.
- Wider eine Pädagogik der Entmündigung. In: FAZ, 28. Februar 2014.

## Filme
- Lässt sich Radikalisierung verhindern? Gespräch, Deutschland, 2014, 13:35 Min., Moderation: Abdul-Ahmad Rashid, Produktion: ZDF, Reihe: Forum am Freitag, Erstsendung: 19. September 2014 bei ZDF, Inhaltsangabe und online-Video von ZDF.
- Antisemitismus heute – wie judenfeindlich ist Deutschland? Fernsehreportage, Deutschland, 2013, 43:50 Min., Buch und Regie: Jo Goll, Ahmad Mansour und Kirsten Esch, Produktion: ARD, RBB, Erstsendung: 28. Oktober 2013 in Das Erste.[41]
- Ahmad Mansour – Gegen den Hass, Porträt in Report München, 40:27 Min., April 2024, verfügbar in der ARD-Mediathek bis 2. April 2026[65]